# باتريسيا موناغان
باتريسيا موناغان (بالإنجليزية: Patricia Monaghan)‏ هي كاتِبة أمريكية، ولدت في 15 فبراير 1946، وتوفيت في 11 نوفمبر 2012.